# Simfonia núm. 1 (Simpson)
La Simfonia núm. 1 de Robert Simpson es va completar l'any 1951 i es va presentar com a tesi doctoral per a la Universitat de Durham. Simpson només tenia 30 anys en el moment de la presentació. L'estrena va ser interpretada per l' Orquestra de la Radiotelevisió Estatal Danesa sota la direcció de Launy Grøndahl a Copenhaguen l'11 de juny de 1953 i va ser gravada per HMV sota els auspicis del British Council el 1956, amb l'Orquestra Filharmònica de Londres dirigida per Sir Adrian Boult.
Va ser escrita per a una orquestra estàndard amb l'excepció que s'utilitzen trompetes en re agut en lloc de les trompetes en si bemoll o en do estàndard.
L'obra consta de tres moviments connectats, tots amb un impuls bàsic per tal que els canvis de tempo estiguin tots relacionats proporcionalment. L'obra enfronta les tonalitats de la i mi bemoll entre elles. Comença amb una introducció semblant a una fanfara per part dels metalls i que després es trasllada durant uns moments a una secció més tranquil·la dominada per les cordes, que desenvolupa els motius principals.
La segona part és la meitat de l'impuls bàsic de l'obertura i és gairebé completament diatònica, de nou dominada principalment per les cordes i introdueix un tema que ha sofert una metamorfosi des de la secció inicial. És molt pacífica i evoca una puresa intemporal en què la seva melangia contreta transmet una atmosfera meditativa.
Els dos temes de l'obertura es combinen per formar una tercera part que actua com un final. La peça acaba triomfal en la major.
"La impressió creada és d'una unitat monolítica com si s'hagués concebut en un sol alè".

Hi ha dos CD disponibles comercialment: un és un llançament d'Hyperion Records que també inclou la Simfonia núm. 8, tots dos interpretats per la Royal Philharmonic Orchestra dirigits per Vernon Handley, l'altre és una remasterització de l'LP HMV de Boult de 1956, que també inclou la Simfonia núm. 2 de Racine Fricker i la Simfonia en un sol moviment de Robin Orr.